# Manual de supervivencia escolar de Ned
Manual de supervivencia escolar de Ned (título original en inglés: Ned's Declassified School Survival Guide) es una serie de televisión de comedia de situación adolescente estadounidense creada por Scott Fellows, producida y transmitida por Nickelodeon.
La serie debutó el 12 de septiembre de 2004, en los Estados Unidos. El episodio piloto de la serie fue transmitido en septiembre de 2003, sin muchos de los personajes principales de la versión corriente. Esto ha sido declarado en una entrevista en la que anunciaron el final de la serie, la cual dejó de emitirse el 8 de junio de 2007.
Los efectos visuales son de John Allison Inc., supervisados por John Allison y Robin Snelson. El programa fue producido por ApolloProScreen, GmbH & Co. y Filmproduktion KG en asociación con Jack Mackie Pictures. Su productor principal ejecutivo y el creador es Scott Fellows, más conocido por ser el escritor principal de Los padrinos mágicos. Por esta razón en el episodio titulado "Fantasías", transmitido el 5 de febrero de 2005, aparecieron Cosmo y Wanda. El protagonista de la serie televisiva Los Años Maravillosos, Fred Savage, también colaboró en la serie dirigiendo varios episodios.

## Argumento
El Manual de Supervivencia Escolar de Ned ocurre en California, en la Secundaria James K. Polk. El protagonista es Ned Bigby, un joven que cursa el séptimo curso (hasta la tercera temporada en la que pasa a octavo), que enfrenta muchas pruebas y tribulaciones en la secundaria. Ned es conocido en toda la escuela por ir dando consejos a sus compañeros, y también a la audiencia —mediante la ruptura de la cuarta pared— sobre diferentes temas y situaciones que se producen día a día en su secundaria: el primer día, clubes, profesores, matones, novias, amistades, problemas, entre otros.
Los dos mejores amigos de Ned son Jennifer Ann Mosely, conocida como «Moze», y Simon Nelson Cook, conocido como «Cookie». Ned, Moze y Cookie se verán envueltos en cada capítulo a un problema o situación que les llevará a un nudo en el que se van desarrollando los hechos. Al final del episodio, acaban resolviendo los problemas y a modo de moraleja darán consejos sobre el tema que aparecen escritos en pantalla. Evidentemente todo se exagera y realmente es difícil ver a Ned tomando alguna clase, por lo general los tres protagonistas se obsesionan con cosas bastante absurdas, lo que hace bastante divertido el programa. En esta serie hay numerosos chistes, incluidos los chistes de gases, ya que en la serie hay un niño llamado Timmy Toot toot, que es un niño con problemas de gases, cuando lo molestan, él libera un poderoso gas que es letal, por el olor que este emana, también él se enojo cuando Ned soltó un gas en la clase y pensó que él le quitara el liderazgo de los gases. No se puede considerar como un escenario real de una escuela, pues la gran mayoría de las veces los alumnos hacen cosas que estarían prohibidas en cualquier otra escuela (como fiestas, jugar en los pasillos, concursos, etc). 
Además de los tres personajes principales, también tienen un rol relevante: Gordy, el conserje de la escuela, que muchas veces ayuda a Ned y a sus amigos en sus actividades y problemas; Suzie, el interés romántico de Ned, además de amiga y rival de Moze; Billy Loomer, el líder de un trío de matones en Polk Middle School y uno de los antagonistas de la serie; Mr Sweeney, el profesor de ciencias en Polk, al que Ned y muchos estudiantes temen y Lisa, amiga geek y bondadosa de Ned, Cookie y Moze, que tiene muchas alergias.
Cada episodio dura 22 minutos y contiene 2 partes de 11 minutos, cada uno de ellos sobre un tema diferente, en los cuales Ned es una víctima de muchas circunstancias ordinarias adolescentes y es retratado como un niño normal.

## Reparto

### Principales
- Devon Werkheiser como Ned Bigby.
- Lindsey Shaw como Jennifer "Moze" Mosely.
- Daniel Curtis Lee como Simon "Cookie" Nelson-Cox.
- Daran Norris como Gordy (temporadas 2-3; recurrente temporada 1).

### Recurrentes
- Christian Serratos como Suzie Crabgrass (temporadas 1-3).
- Kyle Swann como Billy Loomer (temporadas 1-3).
- Rachel Sibner como Lisa Zemo (temporadas 1-3).
- Don Creech como el señor Sweeney (temporadas 1-3).
- Brooke Marie Bridges como Claire Sawyer (temporadas 1-3).
- Rob Pinkston como Cabeza de coco (temporadas 1-3).
- Tylor Chase como Martin Qwerly (temporadas 1-3).
- Alex Black como Seth Powers (temporadas 1-3).
- Jim J. Bullock como el profesor Monroe (temporada 1; recurrente temporadas 2–3).
- Teo Olivares como Jerry Crony (temporadas 1-3).
- Kim Sava como la entrenadora Joy Dirga (temporadas 1-3).
- Meshach Taylor como el señor/director Alistar Wright (temporadas 1-3).
- Dave Florek como el señor Dusty Chopsaw (temporadas 1-3).
- Steve Bannos como el señor Combover (temporadas 1-3).
- Loni Love como la cocinera Rose (temporadas 1-3).
- Mary Bogue como la enfermera Hunsucker (temporadas 1-3).
- Dave "Gruber" Allen como el señor Kwest (temporadas 1-3).
- Jennifer Tedmori como Doris Trembley (temporadas 1-2).
- Marquise Brown como Chandra Taylor (temporadas 1-2).
- Alex y Addison Hoover como Stacy y Tracy Oboe (temporadas 1-2).
- Linda Ceballos como la señorita Enstile (temporadas 1, 3).
- Van Earl Wright y Willie Gault como los comentaristas deportivos (temporadas 1-3).
- Charles Chun como el señor Dren (temporadas 1-2).
- Spencer Locke como Bitzy Johnson (temporada 1).
- Carlie Casey como Missy Meany (temporadas 2-3).
- Recci Canon como Buzz Rodriguez (temporadas 2-3).
- Cameron Monaghan como Palmer Noid (temporada 2-3).
- Logan Browning como Vanessa (temporada 2).
- Hamilton Mitchel como el subdirector Harvey Crubbs (temporadas 2-3).
- Michelle Kim como Evelyn Kwong (temporada 3).
- Vinicius Machado como Faymen Phorchin (temporada 3).
- John Bliss como el director Pal (temporada 3).

## Episodios
| Temporada | Temporada | Episodios | Estados Unidos           | Estados Unidos        | Latinoamérica        | Latinoamérica          |
| Temporada | Temporada | Episodios | Comienzo                 | Final                 | Comienzo             | Final                  |
| --------- | --------- | --------- | ------------------------ | --------------------- | -------------------- | ---------------------- |
|           | 1         | 13        | 12 de septiembre de 2004 | 18 de febrero de 2005 | 9 de enero de 2006   | 5 de febrero de 2006   |
|           | 2         | 20        | 1 de octubre de 2005     | 3 de junio de 2006    | 1 de octubre de 2006 | 7 de noviembre de 2007 |
|           | 3         | 22        | 24 de septiembre de 2006 | 8 de junio de 2007    | 3 de marzo de 2008   | 28 de marzo de 2008    |

## Localización
El programa tiene lugar en James K. Polk Middle School (una escuela ficticia en California; la bandera puede ser vista en el vestíbulo de la escuela). El exterior de la escuela fue filmado en el Junior High La Mesa, ubicado en Santa Clarita, California. Los colores de la escuela son amarillo y verde, lo cual es percibido constantemente a través del interior de la escuela. Su equipo escolar se llama "Wolves" (Lobos).
Durante la primera temporada todas las funciones tuvieron acción en el interior de la escuela, con excepción de una o dos ocasiones notables. Sin embargo en la segunda y tercera temporada los productores decidieron usar más escenas exteriores. En el episodio en que Ned y todos están en el bus, se filmó en un escenario de un vecindario real.

## Segundo programa de audio
El Manual de Supervivencia Escolar de Ned usa el servicio descriptivo de vídeo (DVS) para personas con problemas auditivos en la pista de programa secundario de audio (SAP). La voz superpuesta, es hecha por el narrador Joel Snyder, quien también es narrador en DVS para Los padrinos mágicos. Su trabajo consiste en leer durante los créditos una lista de todos los actores, estrellas e invitados especiales; además de la descripción de las acciones en cada escena.
El servicio descriptivo de vídeo (DVS) no es usado mucho en Nickelodeon. Esto puede ser debido a que la mayor parte de la programación del canal consiste en caricaturas.